# Пхыста
Пхыста (абх. Пхыста), до 1992 года (и по сей день в Грузии) — Цоднискари (груз. ცოდნისკარი) — село в Абхазии, в Гагрском районе частично признанной Республики Абхазия, согласно административному делению Грузии — в Гагрском муниципалитете Абхазской Автономной Республики. Высота над уровнем моря составляет 550 метров.

## История
Цоднискари переименован в Пхыста согласно Постановлению ВС Республики Абхазия от 4 декабря 1992 года. По законам Грузии продолжает носить название Цоднискари.

## Население
По данным 1959 года в селе Цоднискари жило 195 человек, в основном армяне и грузины. В 1989 году в селе проживало 116 человек, в основном армяне.